# Aérocentre
Aérocentre ist ein Technologie- und Wissenschaftspark bei Châteauroux an der Centre-Val de Loire.
Er ist spezialisiert auf Luft- und Raumfahrt und vereint 321 Unternehmen mit 20.000 Mitarbeitern.
Seine Partner sind:
- Agence régionale pour l’innovation, Innovationsagentur
- Groupe Banque Populaire
- Airemploi
- Centre des études supérieures industrielles, technische Universität
- Électricité de France
- Institut polytechnique des sciences avancées, eine Luftfahrt-Universität[4]